# 希普羅克 (新墨西哥州)
希普羅克（英語：Shiprock）是位於美國新墨西哥州聖胡安縣的普查規定居民點。

## 人口
根據2020年美國人口普查的數據，希普羅克的面積為35.50平方千米，當中陸地面積為34.99平方千米，而水域面積為0.50平方千米。當地共有人口7718人，而人口密度為每平方千米217.41人。